# Remas
Remas és un poble i un antic municipi del comtat de Fier, a l'oest d'Albània. Amb la reforma del govern local de 2015 es va convertir en una subdivisió del municipi Divjakë. La població al cens de 2011 era de 4.449 habitants. Conté els pobles Mucias, Karavasta i Bedat.